# Parmenonta strandiella
Parmenonta strandiella là một loài bọ cánh cứng trong họ Cerambycidae.